# 母性之光
母性之光是一部於1933年上映的中華民國黑白无声电影，該電影由卜万苍执导，黎灼灼、陈燕燕、金焰等人主演。該電影雖然是無聲電影，但是在放映時可以聽到由任光创作的背景音乐。該電影以上海和东南亚（南洋）为背景。該電影由聯華影業公司第一製片廠攝製。該電影中有以聂耳作曲、田汉作詞的《開礦歌》。